# كارين إيلسون
كارين إيلسون، مغنية و كاتبة أغاني وعازفة غيتار وعارضة أزياء بريطانية ولدت في يوم 14 يناير 1979 في أولدهام في مدينة مانشستر في المملكة المتحدة.

## روابط خارجية
- كارين إيلسون على موقع IMDb (الإنجليزية)
- كارين إيلسون على موقع ميوزك برينز (الإنجليزية)
- كارين إيلسون على موقع رولينغ ستون (الإنجليزية)
- كارين إيلسون على موقع أول ميوزيك (الإنجليزية)
- كارين إيلسون على موقع ديسكوغز (الإنجليزية)
- كارين إيلسون على موقع قاعدة بيانات الفيلم (الإنجليزية)
- كارين إيلسون على موقع دليل عارضات الأزياء (الإنجليزية)